# Schizoglossa major
Schizoglossa major es una especie de molusco gasterópodo de la familia Rhytididae.

## Distribución geográfica
Se encuentra  en Nueva Zelanda.